# Rejon Babək
Babək rayonu – rejon (azer. rayon) w Azerbejdżanie, w Nachiczewańskiej Republice Autonomicznej, o powierzchni 830 km², z siedzibą w mieście Babək. Według stanu na 1 stycznia 2024 rejon zamieszkiwało 77,8 tys. osób (mężczyźni – 38,8 tys., kobiety – 39,0 tys.).
Rejon od północy graniczy z Armenią, od północnego wschodu z rejonem Şahbuz, od wschodu z rejonem Culfa, od południa z Iranem, od zachodu z miastem wydzielonym Nachiczewam i od północnego zachodu z rejonem Kəngərli. Geograficznie obejmuje części jednostek fizycznogeograficznych, takich jak: Góry Zangezurskie, pasmo górskie Dərələyəz z najwyższym w rejonie szczytem Buzqov (2475 m n.p.m.), oraz równiny Naxçıvan i Gülüstan. Przez rejon przepływa między innymi rzeka Cəhriçay.
W rejonie znajdują się trzy jednostki osadnicze o charakterze miejskim, w tym jedno miasto (azer. şəhər) – Babək, i dwa osiedla (azer. qəsəbə) – Cəhri i Nehrəm, oraz 33 wsie (azer. kənd), które tworzą 25 gmin (azer. bələdiyyə). Według stanu na 1 stycznia 2024 ludność miejska liczyła 33,6 tys. (mężczyźni – 16,7 tys., kobiety – 16,9 tys.), ludność wiejska 44,2 tys. (mężczyźni – 22,1 tys., kobiety – 22,1 tys.).
19 marca 2004 z rejonu Babək odłączono wiejskie okręgi terytorialne Böyükdüz, Çalxanqala i Xıncab, które wraz z wiejskimi okręgami terytorialnymi z rejonu Şərur – Xok, Qabıllı, Qarabağlar, Şahtaxtı, Yeni Kərki i Yurdçu utworzyły rejon Kəngərli. W 2009 na mocy prawa wprowadzonego 9 czerwca przez Prezydenta Republiki Azerbejdżanu İlhama Əliyeva okręgi wiejskie Qaraçuq, Qaraxanbəyli i Tumbul, wraz z wchodzącymi w ich skład wsiami Bulqan, Hacıniyyət, Qaraçuq, Qaraxanbəyli i Tumbul, włączono w granice administracyjne okręgu miejskiego Nachiczewan. W 2014 roku doszło do korekty granicy pomiędzy rejonami Culfa i Babək. Gminy Nəhəcir i Göynük odłączono od rejonu Culfa i przyłączono do rejonu Babək.
Według opracowania z 2014 w rejonie działały trzydzieści cztery szkoły podstawowe, przedszkole, sześć pozaszkolnych placówek oświatowo-wychowawczych, a także pięć dziecięcych szkół muzycznych. Oprócz tego funkcjonowało trzydzieści osiem bibliotek i dwa muzea. Wśród infrastruktury ochrony zdrowia działalność prowadziły Centrum Higieny i Epidemiologii, szpital centralny, szpital położniczy, trzy szpitale dzielnicowe, jak również szesnaście punktów felczersko(lekarsko)-położniczych.